# Hönö
Hönö ( PRONÚNCIA) é uma ilha da província da Bohuslän, no estreito de Categate, a 20 quilômetros a oeste da cidade de Gotemburgo. Tem 5,63 quilômetros quadrados. Segundo censo de 2018, havia 5 532 residentes. Pertence à comuna de Öckerö e se ligada por uma ponte à ilha de Öckerö, e por uma linha de balsa à terra firme.